# Tancredi Pasero
Tancredi Pasero, italijanski operni pevec, lirski basist, * 11. januar 1893, Torino, Italija, † 17. februar 1983, Milano, Italija.
Nastopal je večinoma v operah italijanskih skladateljev in gostoval na večini najpomebnejših svetovnih opernih odrov.